# مونيانا
بلدية مونيانا (بالإسبانية: Muñana) هي بلدية تقع في مقاطعة آبلة التابعة لمنطقة قشتالة وليون وسط إسبانيا.

## الديموغرافيا
بلغ عدد سكان بلدية مونيانا 497 نسمة عام 2011 (وفقاً للمعهد الوطني للإحصاء الإسباني).
| 586 | 586 | 550 | 550 | 534 | 527 | 497 |